# Мами (фільм)
«Мами» — російський фільм-альманах 2012 року, знятий під керівництвом кінокомпанії Enjoy Movies. Складається з восьми кіноновел, поставлених різними режисерами. У день 8 березня відбуваються 8 різних історій з вісьмома різними мамами. Основою для історії послужила ідея, що в день 8 березня, коли всі чоловіки неодмінно вітають усіх знайомих жінок з святом, стався збій в телефонній мережі одного зі стільникових операторів. Але для восьми чоловіків нашої країни було життєво необхідно привітати маму в цей день.
З жовтня 2014 року фільм «Мами» заборонений до показу та поширення в Україні.

## Зміст
Фільм «Мами» — це збірка з восьми новел, об'єднаних однією спільною темою. За сюжетом, герої хочуть привітати своїх мам із 8 березня. Мами у всіх дуже різні — різні долі, різні родини, різні покоління, різне виховання. Та у всіх мам є одна спільна риса — вони дуже сильно та безкорисливо люблять своїх дітей.

## Список кіноновел

### Ведуча
- Режисер: Тихон Корнєв
- В ролях: Анастасія Заворотнюк, Ігор Вєрник, Андрій Федорцов, Сергій Походаев, Дмитро Циганов
- Сюжет: Мама - телеведуча ранкової програми на регіональному каналі. Вона йде раніше, ніж прокидається син, і дає йому цінні вказівки в паузах між зйомками. Але восьма березня зв'язок обривається, і єдина можливість передати настанови синові - це прямий ефір, який все одно майже ніхто не дивиться. Але саме в цей день її програму випадково дивився дуже важлива людина з Москви.

### Мамо, поклади гроші
- Режисер: Ашот Кещян
- В ролях: Олексій Горбунов, Ніна Русланова, Ольга Тумайкіна, Михайло Крилов, Юлія Гришина, Арарат Кещян, Ілля Костюков
- Сюжет: Герой цієї історії, займаючись телефонним шахрайством, абсолютно не відчуває докорів сумління - він дає можливість людям зайвий раз проявити турботу про ближнього. Головне, що у людей був ще один привід відчути себе сім'єю. Він абсолютно впевнений, що сам - дуже турботливий син своєї мами. На ділі, його шахрайська СМС приходить, в числі інших, його власної матері, яка поспішає до найближчого терміналу і кладе останні гроші на телефон синові, після чого в передінфарктному стані (додзвонитися синові, незважаючи на поповнення, нібито, його рахунки, вона все ж не може) біжить з усіх ніг до нього додому.

### Я не Коля
- Режисер: Карен Оганесян
- В ролях: Михайло Пореченков, Катерина Васильєва, Михайло Горевий, Сергій Газаров , Олександр Олешко, Олександра Назарова
- Сюжет: 8 березня герою постійно дзвонить одна і та ж жінка, але вона йому не мама, не дружина і не дочка. У нього - нікого немає. А у тієї жінки є син Коля, який дав їй невірний номер телефону для зв'язку. Мама дуже чекає свого сина, адже їй потрібна допомога. Тоді герой, розібравшись зі своїми кримінальними справами, вирішує надати допомогу одинокій старенькій.

### Операція «М»
- Режисер: Ельдар Салават
- В ролях: Гоша Куценко, Семен Треськунов, Іван Кокорін, Ксенія Буравська, Марія Сьомкіна, Марія Шалаєва
- Сюжет: Дитина живе з татом, який не дає йому зустрічатися з «поганою» мамою. Але дитині не поясниш, чому якщо посварилися батьки, то і він повинен перестати бачитися з кимось із них. Особливо, коли він дуже сумує за мамою, у якої сьогодні свято.

### Батько і син
- Режисер: Сарик Андреасян
- В ролях: Єгор Бероєв, Равшана Куркова, Майкл Стрюков
- Сюжет: Папа і син дружно живуть удвох. Але синові хочеться знайти собі нову маму (його справжня мати померла), а татові - дружину. Папа багато працює, і на пошуки у нього немає часу, тому хлопчик вирішує допомогти татові сам.

### Моєю улюбленою
- Режисер: Дмитро Дюжев
- В ролях: Сергій Безруков, Олена Корікова, Ольга Волкова, Тетяна Космачева
- Сюжет: У успішного героя завдання в день 8 березня - обдарувати всіх своїх численних жінок. Але є одна важлива справа, вирішити яке йому заважає збій телефонного зв'язку. Він змушений залишити Москву і попрямувати в маленьке містечко Копейськ в Челябінській області.

### Парашут
- Режисер: Євген Абизов
- В ролях: Марина Голуб, Федір Добронравов, Іван Добронравов, Олена Вавілова. Поліна Стремоусоа
- Сюжет: До 8 березня тато, дорослий син і молодша дочка готують подарунок мамі. Син вирішує подарувати мамі стрибок з парашутом, адже він - інструктор, а сестричці радить зробити «листівку своїми руками». Дівчинка обіцяє саме так і зробити.

### Напарник
- Режисер: Алан Бадоєв
- В ролях: Дмитро Дюжев, Лія Ахеджакова, Світлана Ходченкова, Петро Федоров, Ольга Макеєва
- Сюжет: Співробітник держнаркоконтролю помилково відправляє СМС з місцем проведення операції не своєму напарникові, а мамі. Мама, вольова вчителька фізкультури, злегка засмучена, що запрошення до нічного клубу виявилося зовсім не запрошенням, не збирається залишати сина в такий відповідальний момент. Вона допоможе синові, коли підкріплення викликати не виходить, а напарник, схоже, «кріт».

### Кінотеатр
- Режисер: Кирило Козлов
- В ролях: Людмила Артем'єва, Олексій Рязанцев, Степан Юрпалов
- Сюжет: У залі на прем'єрі фільму про матерів залишається одне вільне місце. Білетерка в нерозумінні, адже це почесне місце. Вона не знає про головне сюрприз, який підготував її син.

## Рекламна кампанія
- У фільмі використовується фрагмент вірша Емми Мошковської «Я маму мою образив», яке в рекламі фільму розказано повністю деякими героями фільму.
- Творчою групою фільму «Мами» був створений соціальний ролик, який за перші чотири тижні подивилося більше двох мільйонів чоловік.
- Прем'єра фільму «Мами» пройшла за кордоном в США, Нью-Йорк на яку були запрошені актори Анастасія Заворотнюк, Ігор Вєрник, режисери Сарік Андреасян і Ельдар Салават. Організатором прем'єри виступили компанії New York Empire Business Services і Alizier Films. Прем'єрний показ пройшов 2 березня 2012 року в театрі Міленіум.

## Саундтрек
- Олександр Юрпалов — Одну женщину люблю
- Гіга feat. Sokolovsky — Мама
- Емма Мошковська — Я маму мою обидел
- InWhite — Море
- Гіга, Хаміль, ST — С новым годом, мама
- Йолка — Прованс

## Заборона до показу та поширення в Україні
В кінці листопада 2014 року актор фільму Михайло Пореченков здійснив незаконну поїздку в непідконтрольний Україні Донецьк, де разом з терористами ДНР стріляв ймовірно по позиціях українських військових у Донецькому аеропорту. Служба безпеки України також запідозрила актора у розстрілах мирних мешканців Донецька. Після розголосу цих подій зчинився скандал. Активісти кампанії «Бойкот російського кіно» вимагали заборонити в Україні фільми за участю Михайла Пореченкова. 31 листопада 2014 року Державне агентство України з питань кіно за поданням Міністерства культури України та Служби безпеки України скасовує дозволи на розповсюдження та показ 69-ти фільмів і телесеріалів за участю Михайла Пореченкова, серед яких і серія кіноновел «Мами».

## Продовження
Продовженням серії кіноновел «Мами» стала лірична кінокомедія «З новим роком, мами!», яка вийшла у кінці 2012 року. Опісля продовженням став фільм-альманах «Мами-3», який вийшов у грудні 2014 року.
У грудні 2014 року Державне агентство України з питань кіно заборонило до показу та поширення в Україні деякі російські фільми, серед яких зазначили і «Мами-3». Як ідеться у повідомленні відомства, причиною заборони стало «шовіністичне возвеличення Росії та російських цінностей» і створення «штучної ностальгії за радянськими традиціями».